# Васильевская, Вера Дмитриевна
Вера Дмитриевна Васильевская (22 января 1932 — 8 июля 2010) — российский почвовед, доктор биологических наук, профессор МГУ, лауреат Государственной премии СССР (1987).

## Биография
Родилась 22.01.1932 в Москве. В 1955 году окончила биолого-почвенный факультет МГУ по кафедре общего почвоведения, а позже его аспирантуру при этой же кафедре. В 1959 г. защитила кандидатскую диссертацию по теме «Микроэлементы — медь, цинк, кобальт и никель в почвах Верхнего Приамурья». В 1981 году защитила диссертацию на соискание учёной степени доктора биологических наук. Тема диссертации «Почвы Таймыра». В 1984 присвоено учёное звание профессора.
Работала там же в должностях ассистента кафедры, старшего преподавателя, доцента и профессора. С 1993 по 1999 годы возглавляла кафедру почвоведения. Читала курсы «Спектральный анализ почв», «Геохимия микроэлементов», «Почвы мира» и спецкурс «Изучение биологической продуктивности растительных сообществ».
В конце 1960-х годов организаторовала стационар на полуострове Таймыр и затем была его руководителем. Совместно с сотрудниками Почвенного института им. В. В. Докучаева и Института географии РАН участвовала в подготовке Атласа Арктики, почвенных карт мира, СССР и России.
В 1987 году составе коллектива авторов стала лауреатом Государственной премии СССР за цикл работ «Почвы мира: картография, генезис, ресурсы, освоение». Награждена орденом «Знак Почёта» (1980), тремя медалями и нагрудным знаком «Почётный работник высшего профессионального образования Российской Федерации» (2004).

## Публикации
Автор (соавтор) более 200 научных работ, в том числе монографий, учебников и карт:
- «Микроэлементы в почвах Советского Союза» (1973),
- «Почвообразование в тундрах Средней Сибири» (1980),
- «Почвы Севера Западной Сибири» (1986,),
- «Структурно-функциональная роль почв в биосфере» (1999),
- «Деградация и охрана почв» (2002),
- «Структурно-функциональная роль почв и почвенной биоты в биосфере» (2003).
- «Почвоведение» (1988),
- «Почвенно-экологический мониторинг и охрана почв» (1994),
- «Почвенная карта Мира» (1976),
- «Атлас Арктики» (1983),
- «Почвенная карта РСФСР» (М 1: 2500000, 1988).